# (37490) 1082 T-2
1082 T-2 (asteroide 37490) é um asteroide da cintura principal. Possui uma excentricidade de 0.16037940 e uma inclinação de 2.62904º.
Este asteroide foi descoberto no dia 29 de setembro de 1973 por Cornelis Johannes van Houten e Ingrid van Houten-Groeneveld e Tom Gehrels em Palomar.